# Glypta strigosa
Glypta strigosa är en stekelart som beskrevs av Dasch 1988. Glypta strigosa ingår i släktet Glypta och familjen brokparasitsteklar. Inga underarter finns listade i Catalogue of Life.